# Дирам
Дира́м — разменная денежная единица, равная 1/100 таджикского сомони. Название денежной единицы происходит от названия древне-греческой денежной единицы (др.-греч. δραχμή — «драхма»).

## Монеты

### Серия 2001-2018 годов
| Изображение | Номинал    | Диаметр, мм | Толщина, мм | Масса, г            | Металл (покрытие)   | Гурт     | Года выпуска |
| ----------- | ---------- | ----------- | ----------- | ------------------- | ------------------- | -------- | ------------ |
|             | 5 дирамов  | 16,5        | 1,35        | 2                   | латунь/сталь/латунь | гладкий  | 2001 2006    |
|             | 10 дирамов | 17,5        | 1,4         | 2,4                 | латунь/сталь/латунь | гладкий  | 2001 2006    |
|             | 20 дирамов | 18,5        | 1,4         | 2,7                 | латунь/сталь/латунь | гладкий  | 2001 2006    |
|             | 25 дирамов | 19          | 1,4         | 2,76                | медь+цинк           | рубчатый | 2001 2006    |
| 1,4         | 25 дирамов | 19          | 2,8         | латунь/сталь/латунь | 2006                | рубчатый |              |
|             | 50 дирамов | 21          | 1,45        | 3,6                 | медь+цинк           | рубчатый | 2001 2006    |
| 1,45        | 50 дирамов | 21          | 3,4         | латунь/сталь/латунь | 2006                | рубчатый |              |

### Серия 2011 года
| Изображение | Номинал    | Материал             | Диаметр (мм) | Толщина (мм) | Масса (г) | Гурт                 | Годы выпуска   |
| ----------- | ---------- | -------------------- | ------------ | ------------ | --------- | -------------------- | -------------- |
|             | 1 дирам    | сталь, плак. латунью | 14,5         | 1,2          | 1,3       | гладкий              | 2011           |
|             | 2 дирама   | сталь, плак. латунью | 16,0         | 1,2          | 1,6       | гладкий              | 2011           |
|             | 5 дирамов  | сталь, плак. латунью | 18,0         | 1,2          | 2,0       | гладкий              | 2011 2015 2017 |
|             | 10 дирамов | сталь, плак. латунью | 20,5         | 1,4          | 3,0       | гладкий              | 2011 2015 2017 |
|             | 20 дирамов | сталь, плак. латунью | 23,5         | 1,6          | 4,0       | рубчатый             | 2011 2015 2017 |
|             | 50 дирамов | сталь, плак. латунью | 26,0         | 1,6          | 5,5       | прерывисто- рубчатый | 2011 2015 2017 |

## Банкноты
| Изображение | Изображение | Номинал    | Размеры, мм | Основные цвета | Описание                                       | Описание                | Года выпуска |
| Аверс       | Реверс      | Номинал    | Размеры, мм | Основные цвета | Аверс                                          | Реверс                  | Года выпуска |
| ----------- | ----------- | ---------- | ----------- | -------------- | ---------------------------------------------- | ----------------------- | ------------ |
|             |             | 1 дирам    | 100×60      | коричневый     | Здание Театра оперы и балета им. С. Айни       | горный пейзаж           | 1999         |
|             |             | 5 дирамов  | 100×60      | синий          | Дворец культуры «Арбоб»                        | Мавзолей в Чилучорчашме | 1999         |
|             |             | 20 дирамов | 100×60      | зелёный        | зал заседаний Национального банка Таджикистана | горная дорога           | 1999         |
|             |             | 50 дирамов | 100×60      | фиолетовый     | Абу Ибрахим Исмаил ибн Ахмад Самани            | горная долина           | 1999         |